# Conopora gigantea
Conopora gigantea är en nässeldjursart som beskrevs av Stephen D. Cairns 1991. Conopora gigantea ingår i släktet Conopora och familjen Stylasteridae. Inga underarter finns listade i Catalogue of Life.